# محمية الزرانيق وسبخة البردويل
تقع محمية الزرانيق ببحيرة البردويل في شمال سيناء، ويحدها من الشمال البحر المتوسط ومن الجنوب الطريق الممتد من العريش حتى القنطرة شرقا.

## تاريخ
منذ بداية السبعينات بدأ الاهتمام بمنطقة الزرانيق كأرض رطبة ذات أهمية دولية للطيور المهاجرة ومنذ ذلك الحين اكتسبت الزرانيق شهرة واسعة النطاق وأصبحت مركز لاستقبال السائحين والباحثين والمهتمين بالبيئة. وتضم منطقة الزرانيق أمثلة فريدة لبيئات حوض البحر المتوسط. وتعتبر محمية الزرانيق الطبيعية وسبخة البردويل بشمال سيناء أحد المفاتيح الرئيسية لهجرة الطيور في العالم حيث تمثّل المنطقة محطة بالغة الأهمية للتزود بالغذاء والراحة للطيور المهاجرة من أوروبا وآسيا في طريقها إلى أفريقيا سعياً وراء مصادر الغذاء وهرباً من صقيع الشتاء. ومن منطلق الحفاظ على هذه المكونات عظيمة الأهمية أعلنت الزرانيق محمية طبيعية بقرار السيد رئيس مجلس الوزراء رقم 1429 لسنة 1985 وفقاً لأحكام القانون 102 لسنة 1983 في شأن المحميات الطبيعية.[بحاجة لمصدر]

## الموقع والمساحة
تقع محمية الزرانيق الطبيعية في الجزء الشرقي من بحيرة البردويل على مسافة حوالي 25 كم غرب مدينة العريش وتغطي حوالي 250 كم مربع. ويحدها من الشمال ساحل البحر المتوسط ومن الجنوب طريق العريش القنطرة ومن الشرق مناطق التنمية السياحية الممتدة من العريش غرباً، ومن الغرب بحيرة البردويل.
- المحافظة: شمال سيناء.
- الموقع: تقع محمية الزرانيق في شمال سيناء، بنهاية الجزء الشرقي لبحيرة البردويل، وتطل على البحر *المتوسط.
- المساحة: 230 كم 2 (68% مسطحات مائية و32% كثبان رملية).
- الارتفاع: تقع على ارتفاع يصل في أقصاه إلى 30 متر فوق سطح البحر.

## المناخ
يتميز المناخ في شمال سيناء عموماً بشتاء بارد نوعاً ما حيث يبلغ متوسط درجات الحرارة في المنطقة حوالي 13° وصيف معتدل متوسط درجات الحرارة فيه 25° نتيجة وقوع المنطقة على ساحل البحر المتوسط، وهي منطقة شبه صحراوية يتراوح معدل سقوط الأمطار بها بين 80 إلى 100 ملليمتر في العام.
- الطقس: مناخ بحر متوسط. بارد ممطر شتاءً، حار جاف صيفاً.
- درجة الحرارة: 13 درجة مئوية في يناير، و25 درجة مئوية في أغسطس.
- الرطوبة: حوالي 70% في المناطق الساحلية، و40% في المناطق الداخلية.
- التبخّر: مم في الشهر في ديسمبر، و192 مم في الشهر في يوليو.

## الأهمية الدولية
أُعلنت بحيرة البردويل من قِبَل الحكومة المصرية كأحد المواقع الهامة ضمن اتفاقية رامسار الدولية لحماية الأراضي الرطبة الهامة للطيور المائية وذلك نظراً لموقعها المتميز وبيئتها الطبيعية الغنية التي تعتمد عليها أعداد ضخمة للغاية من الطيور المائية المهاجرة خاصة في منطقة الزرانيق. كما أدرجت منظمة Birdlife International المنطقة كأحد المناطق الهامة للطيور في العالم IBA حيث يتم حماية أنواع عديدة من الطيور المهددة بخطر الانقراض والأنواع ذات الحساسية العالية والتي انخفضت أعدادها مثل طائر المرعة وأيضاً كمنطقة من المناطق ذات الحماية الخاصة تحت طائلة اتفاقية برشلونة لحماية البحر المتوسط والمناطق ذات الحماية الخاصة.[بحاجة لمصدر]

## دور المحمية وأهدافها
تهدف المحمية إلى صيانة وحماية الموارد الطبيعية من خلال تطبيق أحكام القانون 102 لسنة 1983 الذي ينظم إدارة واستغلال المحميات الطبيعية في مصر. فتعمل المحمية على الحفاظ على عناصر التنوّع البيولوجي وخاصة الأنواع المهددة بخطر الانقراض والبيئات الطبيعية التي تعتمد عليها وكذلك مناطق التراث الثقافي من خلال الاستخدام الأمثل والحكيم للموارد المتاحة من أجل جيلنا والأجيال القادمة. إن أهداف إنشاء المحميات الطبيعية تتعدّى مجرد الصيانة والحماية فهي تسعى لأن تكون إحدى ركائز التنمية المستدامة وذلك عن طريق تطوير سُبُل مستحدثة وغير تقليدية لاستغلال تلك الموارد دون الإضرار بها. مثال ذلك تنمية السياحة البيئية التي تعتمد على طبيعة المكان ومنها سياحة مراقبة الطيور والتي تعمل المحمية على تطويرها حتى تصبح مركز جذب للسياحة المحلية والعالمية تجني ثماره شمال سيناء وتعود بالنفع والفائدة على المجتمع. وتعد المحمية أيضاً من المناطق الهامة للدراسات العلمية والحفاظ على مناطق التراث التاريخي الموجودة بها. وتقوم المحمية بالعديد من الأبحاث التي يتم إجرائها لدراسة التأثيرات البيئية للأنشطة المختلفة بالمنطقة. كما تقوم المحمية بتصميم وإدارة العديد من البرامج التعليمية حيث يقوم مركز الزوار بالمحمية بتوضيح دور المحميات الطبيعية في حماية البيئة ولا يقتصر دور المركز على ذلك بل يقوم بتنظيم الدورات التدريبية للعاملين في هذا المجال والجمعيات غير الحكومية وطلبة الجامعات وغيرهم من المهتمين بالبيئة.[بحاجة لمصدر]

## المياة
تعتمد محمية الزرانيق على ثلاث مصادر رئيسية للمياه على النحو التالي:
- المياه المالحة التي تغذي بحيرة الزرانيق من خلال ثلاث فتحات للبواغيز الطبيعية (بوغاز الزرانيق / بوغاز أبو صلاح / بوغاز تفاحة) والتي تصل ما بينها وبين البحر المتوسط وتعتمد أهمية هذه الفتحات على العوامل الطبيعية (شدة التيارات البحرية / اتجاهها / ترسيب الرمال على الشاطئ /التآكل والنحر... الخ) التي تؤدي إلى فتح تلك البواغيز أو إغلاقها دون تدخل من الإنسان، ففي حالة فتح البواغيز تزداد كميات المياه الداخلة من البحر إلى البحيرة فتقل نسبة الملوحة وتتحسن نوعية المياه ومكوناتها، أما في حالة غلق البواغيز والذي قد يستمر لفترات طويلة فإن نسبة الملوحة تزداد بدرجة كبيرة مما يؤدي إلى انخفاض نوعية المياه ومكوّناتها.[بحاجة لمصدر]
- مياه البحر المتوسط التي تدخل عبر بوغاز بحيرة البردويل رقم (2) وهو فتحة صناعية لتبادل المياه ما بين البحر المتوسط وبحيرة البردويل ويصل عرض تلك الفتحة إلى حوالي 300 متر ومتوسط عمقها 4-6 متر وتصل كميات من المياه الداخلة عبر هذه الفتحة إلى بحيرة الزرانيق فتحسّن من كفاءة ونوعية المياه بها.[بحاجة لمصدر]
- المصدر الثالث الذي يغذّي المنطقة هو المياه العذبة التي تصل إلى المنطقة نتيجة الجريان تحت السطحي لمياه الأمطار التي تهطل على السفوح الشمالية لجبال المغارة (على مسافة حوالي 90 كم جنوبا) والتي تتجه بفعل الانحدار إلى الشمال فتصل إلى محمية الزرانيق وتجري حاليا دراسة وتقييم لكميات هذه المياه ونوعيتها وتأثيرها على الاتزان المائي بالمنطقة.
- الأمطار: المتوسط السنوي من 80 إلى 100 مم، وتكون ذروة الأمطار في شهري ديسمبر ويناير.[بحاجة لمصدر]

مصادر المياه العذبة: مياه الأمطار والمياه الجوفية.

## البيئات الطبيعية والتنوع البيولوجى
تعتبر بحيرة البردويل من أهم معالم المحمية. ويفصل البحيرة عن البحر المتوسط حاجز رملي رفيع ويقع بوغاز الزرانيق وأبو صلاح في نهايته الشرقية وهما الاتصال الطبيعي الوحيد بين البحر وبحيرة البردويل. وتتميز منطقة المد والجزر بطبقة طينية سميكة تتخلل ساحل البحيرة. وقد سميت المحمية بالزرانيق نسبة إلى المسطحات المائية المتداخلة والمتعرجة التي تتخلل السبخات في المنطقة. وبلغ أقصى ارتفاع حوالي 30 متر فوق مستوى سطح البحر في منطقة الكثبان الرملية التي تنتشر في الجزء الجنوبي للمحمية. [بحاجة لمصدر]
وتحتوي الزرانيق على العديد من الأنظمة الإيكولوجية، منها: البحيرة المالحة والحشائش البحرية الشاطيئية والسبخات الملحية والرمال والسبخات الطميية والكثبان الرملية والجزر والسهل الشاطئي، ولكن أهم هذه البيئات من حيث التنوع البيولوجي، هي[بحاجة لمصدر]:
- الجزر: وخاصة جزيرة الفلوسيات، التي تحوي حوالي 76 نوع نبات، والعديد من أنواع الحشرات والزواحف والثدييات والطيور.
- السهل الشاطئي: الفاصل بين البحيرة والبحر المتوسط، يشمل نظامين بيئيين شديدي الحساسية، وهما الكثبان الرملية والسبخات الملحية. وتشمل الكثبان الرملية 13 نوع من الثدييات و12 نوع من الزواحف و61 نوع من الحشرات والعديد من أنواع الطيور. أما السبخات فتشتمل على 11 نوع ثدييات والعديد من الحشرات النباتات.

أما منطقة النباتات المحبة للملوحة والسبخات الطميية وأحواض إنتاج الملح: فهي تمثل أهم أنظمة المحمية بالنسبة للطيور، حيث يقطن بها العديد من أنواع الطيور المهددة بالانقراض، مثل مرعة الغلة والعقاب الملكي. [بحاجة لمصدر]
ويمر بمحمية الزرانيق أكثر من 260 نوع من الطيور المهاجرة، معظمها من الطيور المائية، بينما يصل عدد الطيور المقيمة إلى 8 أنواع فقط. كما تم رصد العديد من الطيور المهددة دولياً بالانقراض، مثل مرعة الغلة وأبو اليسر أسود الجناح والشرشير المخطط والزرقاوي الأحمر والمرزة البغثاء وصقر الجراد والعقاب الملكي. [بحاجة لمصدر]
كما تم رصد العديد من الأنواع النادرة الأخرى، مثل نباتات ألدا والبوصيل والهيميرا والمزرور والمليح والقلآم، وأنواع محلية مثل الرطريط المصري، وأنواع مهددة من الثدييات والزواحف كثعلب الفنك وقط الرمال والسلحفاة المصرية والورل الصحراوي والترسة. وبوجه عام، تحوي المحمية أكثر من 770 نوع، منهم 54 نوع مهدد بالانقراض، ونوعين محليين. [بحاجة لمصدر]

### الحياة البرية
تحظى محمية الزرانيق بتنوع كبير من الفقاريات واللافقاريات. وقد سُجّلت أغلب أنواع الفقاريات الموجودة في المنطقة والأبحاث ما زالت جارية[متى؟] لاستكمال حصر وتعريف أنواع اللافقاريات والمعلومات البيئية عنها. [بحاجة لمصدر]
الثدييات
سُجل حتى الآن[متى؟] 11 نوع من الثدييات في منطقة الزرانيق منها اليربوع (البيوض) (Gerbillus gerbillus) وهو من القوارض التي تعيش في المناطق الرملية. يُمضي النهار في جحور وأنفاق يحفرها في الرمال وتتميز هذه الجحور بثبات درجات الحرارة. والجربوع من الحيوانات التي تنشط ليلاً للحصول على غذائها المكون من البذور والثمار ومن العجيب أن هذه الحيوانات لا تشرب الماء بل تعتمد لسد احتياجاتها من الماء. فأر الرمل السمين فيعيش في أراضي السبخات ويتميز هذا النوع من القوارض بأنه من الثدييات القليلة التي تنشط أثناء النهار. ويتغذى على النباتات الملحية المنتشرة في المناطق التي يعيش فيها. أما القنافد فهي حيوانات بطيئة الحركة حاة السمع والشم ضعيفة الإبصار تتغذّى على الحشرات والزواحف الصغيرة وهي ليلية يكثر نشاطها في فصلي الربيع والصيف. ويعتمد القنفد في دفاعه على الأشواك الحادة التي تكسو ظهره، وعند شعوره بالخطر يتحول إلى كرة من الأشواك يصعب الاقتراب منها، ويوجد نوع واحد بالمحمية هو القنفد الأذاني (Hemiechinus auritus).[بحاجة لمصدر]
ومن أصغر أنواع الثعالب وأجملها ثعلب الفنك (Fennecus zerda) ويتميز بكبر حجم أذنيه وحدّة بصره مما يساعد في الحصول على غذاءه من الحشرات والحيوانات الصغيرة أثناء الليل وهو صياد ماهر ونادراً ما يشرب فهو يحصل على السوائل اللازمة له من الفرائس التي يلتهمها، وهو من الأنواع المهددة بخطر الانقراض نتيجة تعرضه إلى الصيد الجائر بغرض الحصول على فرائه. قط الرمال (Felis margarita) وهو من الثدييات النادرة في الصحاري المصرية يتميز برأس مفلطحة وفراء كثيف ولونه يقارب لون الرمال، مما يساعده على التخفّي أثناء الصيد. وهو حيوان ليلي يتغذّى على القوارض والحيوانات الصغيرة. [بحاجة لمصدر]
الطيور
تقع محمية الزرانيق على واحدة من أهم الممرات الرئيسية لهجرة الطيور حيث تتجمع مئات الآلاف منها بالمنطقة بغرض الراحة والتزود بالطعام قبل استكمال رحلتها الشاقة عبر الصحراء إلى أفريقيا حيث تقضي الشتاء. ويمثل نهاية شهر أغسطس وبداية شهر سبتمبر ذروة هجرة الطيور بمحمية الزرانيق أثناء فصل الخريف. لقد تم تسجيل ما يزيد على 270 نوع من الطيور معظمها من الطيور المائية الهاجرة ويعتبر بط الشرشير الصيفي (Anas querquedula) من أكثر الطيور عدداً حيث سجل في أحد المواسم ما يزيد على 220 ألف طائر، كما سجلت مئات الآلاف من الطيور الأخرى من أهمها البجع الأبيض (Pelecanus onocrotalus) والبشاروش (Phoenicopterus rubber) والبلشونات المختلفة والطيور الخواضة والنوارس والخطافات البحرية. وتمر الطيور المائية على هيئة أسراب متلاحقة تطير بمحاذاة الشاطئ آتية من جهة الشرق ومتجهة إلى الغرب، ومن ناحية أخرى تهاجر مئات الآلاف من الطيور تمثل العديد من الأنواع عبر البحر المتوسط لتجد الراحة والحماية في محمية الزرانيق مثل السمان (Coturnix coturnix) والمرعى (Crex crex) والهدهد (Upupa epops) والأبالق (Oenanthe sp). كما تمر في المنطقة الآلاف من الطيور الجارحة والعنز الأبيض (Ciconia ciconia) خلال فصل الربيع مستغلة تيارات الهواء الدافئة التي تساعدها على العودة إلى مواطنها الأصلية. وتعتبر محمية الزرانيق من المناطق الفقيرة بالنسبة للطيور المقيمة والمتكاثرة حيث يتكاثر بالمنطقة ثمانية أنواع منها القنبرة المتوجة (Galerida cristata) وهي من الطيور الشائعة والمقيمة بالقرب من السبخات وكذا المكاء (Alaemon alaudipes) الذي يقطن الكثبان الرملية والنكات (Recur virostra avosetta) الذي يتواجد في المناطق الضحلة ذات القاع الطيني. وتمثل الأعداد المستوطنة بمحمية الزرانيق من أبو الؤوس السكندري (Charadrius alexandrinus) والخطاف الصغير (Sterna albifrons) نسبة كبيرة من تعداد هذين النوعين بحوض البحر المتوسط. [بحاجة لمصدر]
الزواحف
تم تسجيل 22 نوع من الزواحف أهمها سحلية الرمال تم تسجيل 22 نوع من الزواحف أهمها سحلية الرمال (Acanthodactylus longipes) وهي من أكثر الأنواع النهارية شيوعاً في بيئة الكثبان الرملية، وتشاركها أنواع أخرى نفس البيئة مثل السقنقور (Scincus scincus) والدفان (Sphenops sepsoides) وهي من أنواع السحالي المتأقلمة للحياة في الرمال. أما سحلية أوليفر (Measlina olivieri) فترتبط بالنباتات خاصة بالقرب من السبخات المالحة. ويقتصرر أغلب توزيع قاضي الجبل (Trapelus savignii) العالمي على شمال سيناء ولهذا فإن للمحمية أهمية خاصة للحفاظ على هذا النوع. والحرباء (Chamaeleo chamaeleon) من الأنواع واسعة الانتشار والتي يكثر تواجدها بين فروع النباتات تتغذى على الحشرات. وعلى الرغم من الاعتقاد الشائع بخطرها وسمّيتها فهو في الواقع حيوان وديع ولا ضرر منه على الإطلاق. أما الورل الصحراوي (Varanus griseus) فهو أكبر الزواحف البرية آكلة اللحوم بالمحمية، يقطع مسافات طويلة بين البيئات المختلفة باحثاً عن غذائه من الفرائس المتنوعة. وهناك أنواع تنشط أثناء الليل مثل ثعبان البسباس الجبلي (Lytorhynchus diadema)، والبرص واسع العينين (Stenodactylus petrii)، والحية القرعاء (Cerastes vepera) وهي النوع الوحيد من الثعابين السامة الموجودة بالمنطقة. وهناك عدة أنواع من الزواحف المعرضة لخطر الانقراض في المحمية منها السلحفاة البرية المصرية (Testudo kleinmanni) التي اختفت في الآونة الأخيرة من المنطقة وهناك جهود لإكثارها وإعادتها إلى مناطقها السابقة، والسلحفاة الخضراء (Chelonia mydas) والسلحفاة كبيرة الرأس (Caretta caretta)، وهما من الأنواع البحرية، التي تضع بيضها على الشواطئ الرملية بالمنطقة وهي حالياً موضع دراسة لتحديد أعدادها وأفضل وسائل حمايتها.[بحاجة لمصدر]
النباتات
يوجد بالمحمية تنوع في النباتات التي تعد أحد عناصر البيئة الطبيعية الهامة، تُضفي على المنطقة الحياة والجمال، حيث تعمل على تثبيت التربة وتزيد من خصوبتها، كما تلعب النباتات دور أساسي في حياة العديد من الكائنات، فيعتمد البعض منها عليها كغذاء، أو كمأوى أو ملجأ من الأخطار. ينمو بين الكثبان الرملية المتحركة الثمام (Panicum turgidum) وهو نبات نجيلي معمّر فيعمل على تثبيتها كما أنه من أفضل نباتات المراعي الطبيعية سواء من حيث استساغته أو قيمته الغذائية المرتفعة. النصي المكنسي (Stipagrostis scoparia) الذي ينمو فوق الكثبان الرملية يقوم بدور مماثل. شجيرات العادر (Artemisia monosperma) المعمرة التي تنمو بغزارة على الكثبان الرملية المتحركة فتعمل على تثبيتها، تتميز باحتوائها على نسب مرتفعة من الزيوت العطرية النفّاذة والمركبات الأخرى التي تستخدم كمبيدات حشرية. وتنتشر في مناطق الكثبان الرملية أنواع أخرى عديدة من أشهرها المثنان (Thymelaea hirsute) والحاد (Cornulaca monacantha) وأشجار الرتم (Retama raetam). أما الرطريط الأبيض (باللاتينية: Zygophyllum album)) فهو نبات يتحمل الملوحة ووجوده يدل على ارتفاع نسبة أملاح الكالسيوم، لذلك فهو كاشف جيد لنوع التربة وتركيبها الكيميائي. والغردق (Netraria retusa) شجيرات معمرة واسعة الانتشار في الأراضي الملحية الجافة. ثماره اللبية الحمراء ذات مذاق طيب وصالحة للأكل وتتغذّى عليها بعض أنواع الطيور. الهالوك (ذقن الجن) (Cistanche phelypaea) نبات زهري كامل التطفل على غيره من النباتات وأوراقه مختزلة إلى حراشيف صفراء وبنية اللون وتنمو الخريزة (Salicornia fruticosa) بغزارة في السبخات وهي نبات عصيي يختزن كميات كبيرة من الماء له قيمة غذائية عالية، لذلك فهو يصلح للإكثار كمحصول علف جيد في الأراضي التي لا تصلح لزراعة غيره من النباتات كما توجد أنواع أخرى من النباتات البحرية مثل حشائش البحر (Ruppia maritime) التي توجد بكثرة في البحيرة تحتمي بها وتتغذّى عليها أنواع من الأسماك. [بحاجة لمصدر]

### الحياة البحرية
تضم المحمية عدة بيئات بحرية متمثلة في مياه البحر المتوسط والجزء الشرقي من بحيرة البردويل تعيش فيها أشكال متباينة من الكائنات، مثل الرخويات، القشريات، المحاريات، الأسماك، السلاحف البحرية والدرافيل. وتمثل الأسماك أحد الموارد الهامة بمنطقة المحمية وأهمها الدنيس (Sparus aurata)، أسماك العائلة البورية (Mugil sp)، القاروص (Dicentrarchus labrax) وسمك موسى (Solea solea).[بحاجة لمصدر]

## النشاط السكانى
يوجد بالمحمية بحيرة الزرانيق شديدة الملوحة، يتراوح عمقها من متر إلى متر ونصف، وقرية صيادين يسكنها حوالي 50 صياد، وشركة ملح وكثبان رملية في الطرف الجنوبي للمحمية.
أرض المحمية مملوكة للدولة، إلا أن البدو يسكنون على أطراف المحمية، وهم يعتمدون على الأمطار للزراعة، كما يعملون أيضاً بصيد الأسماك والطيور ورعي الأغنام، والبعض منهم يعمل بشركة الملح. كما أن السياحة أصبحت أحد المهن الجديدة بالمنطقة.

## المناطق الأثرية
توجد داخل نطاق محمية الزرانيق مواقع أثرية أهمها منطقتي الفلوسيات والخونيات وتضما مستوطنة رومانية قديمة تسمّى أوستراكين وكنيستان ترجعان للعصر البيزنطي وبعض الشواهد الأثرية التي تنتمي إلى العصر الإسلامي. ويرجع اسم الفلوسيات إلى أن البدو اعتادوا العثور على العملات المعدنية الأثرية بالمنطقة (الفلوس).